# Platyrhachus funestus
Platyrhachus funestus är en mångfotingart som beskrevs av Filippo Silvestri 1895. Platyrhachus funestus ingår i släktet Platyrhachus och familjen Platyrhacidae. Inga underarter finns listade i Catalogue of Life.